# Campeonato Mundial de Dardos de la BDO
El Campeonato Mundial de Dardos de la BDO fue un campeonato mundial de dardos que se disputó cada año y estuvo organizado por la British Darts Organisation (en español: Organización británica de dardos). Comenzó en 1978, pero perdió protagonismo tras la creación de un nuevo consejo de jugadores profesionales en 1993. Dicho consejo en la actualidad recibe el nombre de Professional Darts Corporation y tiene su propio campeonato mundial, el Campeonato Mundial de Dardos de la PDC.

## Resultados

### Campeonato masculino
| Año  | Ganador               | Resultado   | Finalista             |
| ---- | --------------------- | ----------- | --------------------- |
| 1978 | Leighton Rees         | 11–7 (legs) | John Lowe             |
| 1979 | John Lowe             | 5–0         | Leighton Rees         |
| 1980 | Eric Bristow          | 5–3         | Bobby George          |
| 1981 | Eric Bristow          | 5–3         | John Lowe             |
| 1982 | Jocky Wilson          | 5–3         | John Lowe             |
| 1983 | Keith Deller          | 6–5         | Eric Bristow          |
| 1984 | Eric Bristow          | 7–1         | Dave Whitcombe        |
| 1985 | Eric Bristow          | 6–2         | John Lowe             |
| 1986 | Eric Bristow          | 6–0         | Dave Whitcombe        |
| 1987 | John Lowe             | 6–4         | Eric Bristow          |
| 1988 | Bob Anderson          | 6–4         | John Lowe             |
| 1989 | Jocky Wilson          | 6–4         | Eric Bristow          |
| 1990 | Phil Taylor           | 6–1         | Eric Bristow          |
| 1991 | Dennis Priestley      | 6–0         | Eric Bristow          |
| 1992 | Phil Taylor           | 6–5         | Mike Gregory          |
| 1993 | John Lowe             | 6–3         | Alan Warriner         |
| 1994 | John Part             | 6–0         | Bobby George          |
| 1995 | Richie Burnett        | 6–3         | Raymond van Barneveld |
| 1996 | Steve Beaton          | 6–3         | Richie Burnett        |
| 1997 | Les Wallace           | 6–3         | Marshall James        |
| 1998 | Raymond van Barneveld | 6–5         | Richie Burnett        |
| 1999 | Raymond van Barneveld | 6–5         | Ronnie Baxter         |
| 2000 | Ted Hankey            | 6–0         | Ronnie Baxter         |
| 2001 | John Walton           | 6–2         | Ted Hankey            |
| 2002 | Tony David            | 6–4         | Mervyn King           |
| 2003 | Raymond van Barneveld | 6–3         | Ritchie Davies        |
| 2004 | Andy Fordham          | 6–3         | Mervyn King           |
| 2005 | Raymond van Barneveld | 6–2         | Martin Adams          |
| 2006 | Jelle Klaasen         | 7–5         | Raymond van Barneveld |
| 2007 | Martin Adams          | 7–6         | Phill Nixon           |
| 2008 | Mark Webster          | 7–5         | Simon Whitlock        |
| 2009 | Ted Hankey            | 7–6         | Tony O'Shea           |
| 2010 | Martin Adams          | 7–5         | Dave Chisnall         |
| 2011 | Martin Adams          | 7–5         | Dean Winstanley       |
| 2012 | Christian Kist        | 7–5         | Tony O'Shea           |
| 2013 | Scott Waites          | 7–1         | Tony O'Shea           |
| 2014 | Stephen Bunting       | 7–4         | Alan Norris           |
| 2015 | Scott Mitchell        | 7–6         | Martin Adams          |
| 2016 | Scott Waites          | 7–1         | Jeff Smith            |
| 2017 | Glen Durrant          | 7–3         | Danny Noppert         |
| 2018 | Glen Durrant          | 7-6         | Mark McGeeney         |
| 2019 | Glen Durrant          | 7-3         | Scott Waites          |
| 2020 | Wayne Warren          | 7-4         | Jim Williams          |

### Campeonato femenino
| Año  | Ganadora               | Resultado | Finalista              |
| ---- | ---------------------- | --------- | ---------------------- |
| 2001 | Trina Gulliver         | 2–1       | Mandy Solomons         |
| 2002 | Trina Gulliver         | 2–1       | Francis Hoenselaar     |
| 2003 | Trina Gulliver         | 2–0       | Anne Kirk              |
| 2004 | Trina Gulliver         | 2–0       | Francis Hoenselaar     |
| 2005 | Trina Gulliver         | 2–0       | Francis Hoenselaar     |
| 2006 | Trina Gulliver         | 2–0       | Francis Hoenselaar     |
| 2007 | Trina Gulliver         | 2–1       | Francis Hoenselaar     |
| 2008 | Anastasia Dobromyslova | 2–0       | Trina Gulliver         |
| 2009 | Francis Hoenselaar     | 2–1       | Trina Gulliver         |
| 2010 | Trina Gulliver         | 2–0       | Rhian Edwards          |
| 2011 | Trina Gulliver         | 2–0       | Rhian Edwards          |
| 2012 | Anastasia Dobromyslova | 2–1       | Deta Hedman            |
| 2013 | Anastasia Dobromyslova | 2–1       | Lisa Ashton            |
| 2014 | Lisa Ashton            | 3–2       | Deta Hedman            |
| 2015 | Lisa Ashton            | 3–1       | Fallon Sherrock        |
| 2016 | Trina Gulliver         | 3–2       | Deta Hedman            |
| 2017 | Lisa Ashton            | 3–0       | Corrine Hammond        |
| 2018 | Lisa Ashton            | 3-1       | Anastasia Dobromyslova |
| 2019 | Mikuru Suzuki          | 3-0       | Lorraine Winstanley    |
| 2020 | Mikuru Suzuki          | 3-0       | Lisa Ashton            |

## Finalistas

### Categoría masculina
| Jugador               | 1st | 2nd |
| --------------------- | --- | --- |
| Eric Bristow          | 5   | 5   |
| Raymond van Barneveld | 4   | 2   |
| John Lowe             | 3   | 5   |
| Martin Adams          | 3   | 2   |
| Glen Durrant          | 3   | 0   |
| Ted Hankey            | 2   | 1   |
| Phil Taylor           | 2   | 0   |
| Scott Waites          | 2   | 0   |
| Jocky Wilson          | 2   | 0   |
| Richie Burnett        | 1   | 2   |
| Leighton Rees         | 1   | 1   |
| Stephen Bunting       | 1   | 0   |
| Scott Mitchell        | 1   | 0   |
| Christian Kist        | 1   | 0   |
| Mark Webster          | 1   | 0   |
| Keith Deller          | 1   | 0   |
| Jelle Klaasen         | 1   | 0   |
| Andy Fordham          | 1   | 0   |
| Tony David            | 1   | 0   |
| John Walton           | 1   | 0   |
| Les Wallace           | 1   | 0   |
| Steve Beaton          | 1   | 0   |
| John Part             | 1   | 0   |
| Dennis Priestley      | 1   | 0   |
| Bob Anderson          | 1   | 0   |
| Wayne Warren          | 1   | 0   |
| Tony O'Shea           | 0   | 3   |
| Ronnie Baxter         | 0   | 2   |
| Mervyn King           | 0   | 2   |
| Dave Whitcombe        | 0   | 2   |
| Bobby George          | 0   | 2   |
| Alan Norris           | 0   | 1   |
| Dave Chisnall         | 0   | 1   |
| Dean Winstanley       | 0   | 1   |
| Ritchie Davies        | 0   | 1   |
| Simon Whitlock        | 0   | 1   |
| Phill Nixon           | 0   | 1   |
| Marshall James        | 0   | 1   |
| Mike Gregory          | 0   | 1   |
| Alan Warriner         | 0   | 1   |
| Jeff Smith            | 0   | 1   |
| Danny Noppert         | 0   | 1   |
| Mark McGeeney         | 0   | 1   |
| Jim Williams          | 0   | 1   |

### Categoría femenina
| Jugadora               | 1st | 2nd |
| ---------------------- | --- | --- |
| Trina Gulliver         | 10  | 2   |
| Lisa Ashton            | 4   | 2   |
| Anastasia Dobromyslova | 3   | 1   |
| Francis Hoenselaar     | 1   | 5   |
| Mikuru Suzuki          | 2   | 0   |
| Deta Hedman            | 0   | 3   |
| Rhian Edwards          | 0   | 2   |
| Mandy Solomons         | 0   | 1   |
| Anne Kirk              | 0   | 1   |
| Fallon Sherrock        | 0   | 1   |
| Corrine Hammond        | 0   | 1   |
| Lorraine Winstanley    | 0   | 1   |